# Amphoe Nong Bua Daeng
Amphoe Nong Bua Daeng (Thai: อำเภอ หนองบัวแดง) ist ein Landkreis (Amphoe – Verwaltungs-Distrikt) in der Provinz Chaiyaphum. Die Provinz Chaiyaphum liegt in der Nordostregion von Thailand, dem so genannten Isan.

## Geographie
Benachbarte Distrikte (von Norden im Uhrzeigersinn): die Amphoe Khon San, Kaset Sombun, Mueang Chaiyaphum, Ban Khwao, Nong Bua Rawe und Phakdi Chumphon in der Provinz Chaiyaphum sowie die Amphoe Nong Phai und Mueang Phetchabun in der Provinz Phetchabun.
Der Westen des Bezirks wird von einem Teil des dicht bewaldeten Phetchabun-Gebirges eingenommen. Hier entspringt der Mae Nam Chi. Am südlichen Rand von Amphoe Nong Bua Daeng befindet sich der Nationalpark Phu Laen Kha.

## Geschichte
Nong Bua Daeng wurde am 16. Juli 1965 zunächst als „Zweigkreis“ (King Amphoe) eingerichtet, indem die beiden Tambon Nong Bua Daeng und Nang Daet vom Amphoe Kaset Sombun abgetrennt wurden. 
Am 1. April 1969 bekam er offiziell den vollen Amphoe-Status.

## Verwaltung

### Provinzverwaltung
Der Landkreis Nong Bua Daeng ist in 8 Tambon („Unterbezirke“ oder „Gemeinden“) eingeteilt, die sich weiter in 130 Muban („Dörfer“) unterteilen.
| Nr.  | Name           | Thai      | Muban | Einw.  |
| ---- | -------------- | --------- | ----- | ------ |
| 01.  | Nong Bua Daeng | หนองบัวแดง | 19    | 17.708 |
| 02.  | Kut Chum Saeng | กุดชุมแสง   | 18    | 14.079 |
| 03.  | Tham Wua Daeng | ถ้ำวัวแดง   | 12    | 10.160 |
| 04.  | Nang Daet      | นางแดด    | 22    | 14.124 |
| 07.  | Nong Waeng     | หนองแวง   | 20    | 15.265 |
| 08.  | Khu Mueang     | คูเมือง     | 17    | 12.085 |
| 09.  | Tha Yai        | ท่าใหญ่     | 11    | 08.971 |
| 011. | Wang Chomphu   | วังชมภู     | 11    | 07.955 |

Anmerkung: die fehlenden Nummern (Geocodes) beziehen sich auf die Tambon, die heute zum Amphoe Phakdi Chumphon gehören.

### Lokalverwaltung
Es gibt zwei Kommunen mit „Kleinstadt“-Status (Thesaban Tambon) im Landkreis:
- Luang Siri (Thai: เทศบาลตำบลหลวงศิริ) besteht aus Teilen des Tambon Nong Bua Daeng.
- Nong Bua Daeng (Thai: เทศบาลตำบลหนองบัวแดง) besteht aus den übrugen Teilen des Tambon Nong Bua Daeng.

Außerdem gibt es sieben „Tambon-Verwaltungsorganisationen“ (องค์การบริหารส่วนตำบล – Tambon Administrative Organizations, TAO):
- Kut Chum Saeng (Thai: องค์การบริหารส่วนตำบลกุดชุมแสง)
- Tham Wua Daeng (Thai: องค์การบริหารส่วนตำบลถ้ำวัวแดง)
- Nang Daet (Thai: องค์การบริหารส่วนตำบลนางแดด)
- Nong Waeng (Thai: องค์การบริหารส่วนตำบลหนองแวง)
- Khu Mueang (Thai: องค์การบริหารส่วนตำบลคูเมือง)
- Tha Yai (Thai: องค์การบริหารส่วนตำบลท่าใหญ่)
- Wang Chomphu (Thai: องค์การบริหารส่วนตำบลวังชมภู)